# 유영동물
유영동물(nekton or necton)은 바닷물 속에서 자유롭게 헤엄치고 다니는 생물체의 집합을 일컫는다. 유영동물이라는 용어는 독일의 생물학자인 에른스트 헤켈이 바닷물 속에서 능동적으로 움직이는 생물과 수동적으로 움직이는 생물(플랑크톤)을 구별하기 위하여 만들었다. 유영동물은 보통 레이놀즈 수가 높다.

## 같이 보기
- 플랑크톤
- 저서생물
- 부어